# Rodrigo Tiuí
Rodrigo Bonifácio da Rocha, mais conhecido como Rodrigo Tiuí (Taboão da Serra, 4 de dezembro de 1985), é um ex-futebolista brasileiro que jogava como atacante.

## Carreira
Revelado nas categorias de base da Sociedade Esportiva Matsubara, que o negociou junto ao Fluminense, onde teve algumas oportunidades no elenco profissional. Em 28 de outubro de 2004, marcou 3 gols na goleada de 7x1 sobre o Juventude.
Foi emprestado ao Noroeste, clube pelo qual marcou muitos gols no Campeonato Paulista de 2006, acabando por chamar a atenção do Santos, sob o comando do treinador Vanderlei Luxemburgo. Fez dupla de ataque com Wellington Paulista e a dupla era conhecida como "Tiuí Henry" e "Wellington Shevchenko". Pelo Santos fez oito gols, um deles na goleada por 4 a 0 sobre o São Paulo no Morumbi, no Brasileiro de 2006. Deixou o clube em 30 de abril de 2007.
Depois retornou ao clube de origem, o Fluminense.
No meio de 2007 foi contratado pelo Sporting com contrato por três temporadas e revelou-se decisivo na final da taça de Portugal, quando num jogo complicado entrou para o prolongamento, e marcou 2 golos (um deles de bicicleta), conquistando assim, o seu primeiro título no exterior.
Em 16 de setembro de 2009, foi anunciado como novo reforço do Clube Atlético Paranaense, e no ano seguinte, sem ter marcado um gol se quer pelo time paranaense foi emprestado para o Atlético Goianiense, onde disputou o Campeonato Brasileiro da Série A de 2010. Em 33 jogos, marcou 12 gols pelo clube. Antes do fim de seu contrato com o clube goiano, foi vendido ao Terek Grozny.
Em 2012, foi anunciado como novo reforço do Náutico. No mesmo ano, foi contratado pelo Criciúma. No dia 23 de novembro de 2012, foi dispensado junto com outros 5 jogadores pelo Criciúma.
Em 15 de janeiro de 2013, foi anunciado a contratação do atleta pelo Brasiliense.
Acertou, dia 14 de novembro de 2013, com o Linense, para disputar o Paulistão de 2014.
Em junho de 2018, acertou com o Barra da Tijuca para a disputa da Segunda Divisão do Rio de Janeiro.

## Títulos
Fluminense
- Campeonato Carioca: 2005
- Copa do Brasil: 2007

Santos
- Campeonato Paulista: 2006 e 2007[19][20]

Sporting
- Taça de Portugal: 2007-2008
- Supertaça de Portugal: 2007-2008

Atlético Goianiense
- Campeonato Goiano: 2010

Brasiliense
- Campeonato Brasiliense: 2013